# Rochovce
Rochovce (in ungherese Rozsfalva, in tedesco Rachensdorf) è un comune della Slovacchia facente parte del distretto di Rožňava, nella regione di Košice.